# Courcelles-sous-Thoix
Courcelles-sous-Thoix is een gemeente in het Franse departement Somme (regio Hauts-de-France) en telt 55 inwoners (2009). De plaats maakt deel uit van het arrondissement Amiens.

## Geografie
De oppervlakte van Courcelles-sous-Thoix bedraagt 4,5 km², de bevolkingsdichtheid is dus 12,2 inwoners per km².
De onderstaande kaart toont de ligging van Courcelles-sous-Thoix met de belangrijkste infrastructuur en aangrenzende gemeenten.

## Demografie
Onderstaande figuur toont het verloop van het inwonertal (bron: INSEE-tellingen).